# Cosmosoma zurcheri
Cosmosoma zurcheri är en fjärilsart som beskrevs av Druce 1894. Cosmosoma zurcheri ingår i släktet Cosmosoma och familjen björnspinnare. Inga underarter finns listade i Catalogue of Life.